# Сов, Мусса
Мусса́ Сов (фр. Moussa Sow; 19 января 1986, Мант-ла-Жоли, Франция) — сенегальский футболист, нападающий.

## Клубная карьера
Дебютировал в составе «Ренна» 23 октября 2004 года в матче против «Меца». До окончания сезона 2006/07 получал игровую практику в «Ренне», в основном выходя на замену. Летом 2007 года Сов был отдан в аренду клубу «Седан», выступавшему в то время в Лиге 2. За «Седан» форвард играл до лета 2008 года, после чего вернулся в «Ренн», где провёл следующие 2 сезона.
В июле 2010 года Мусса Сов стал игроком «Лилля».
26 января 2012 года сенегалец подписал с турецким клубом «Фенербахче» контракт на четыре с половиной года, а сумма сделки составила 13 миллионов евро. 10 из них «Лилль» получит сразу, а ещё три будут перечислены на счёт французского клуба в качестве различных бонусов. Заработная плата футболиста в новой команде составит 3,2 миллиона евро за сезон.
13 января 2018 года Сов перешёл в «Бурсаспор».

## Национальная сборная
Выступал за юношескую сборную Франции.
В 2007 году провёл 2 матча за молодёжную сборную Франции. С 2009 года выступает за сборную Сенегала (первый матч — товарищеский против ДР Конго 12 августа 2009). 5 сентября 2010 года забил свой первый гол за сборную (в ворота ДР Конго в отборочном матче к Кубку Африки 2012).

## Достижения
«Лилль»
- Чемпион Франции: 2010/11
- Обладатель Кубка Франции: 2010/11
- Финалист Кубка Франции: 2008/09

«Фенербахче»
- Чемпион Турции: 2013/14
- Обладатель Кубка Турции (2): 2011/12, 2012/13
- Обладатель Суперкубка Турции: 2014

Сборная Франции
- Чемпион Европы среди юношей (до 19 лет): 2005

## Личные достижения
- Лучший бомбардир чемпионата Франции: 2010/11 (25 голов)
- Футболист года в Сенегале: 2011[12]

## Статистика
| Клуб                  | Сезон                 | Чемпионат Франции | Чемпионат Франции | Кубок Франции Кубок лиги | Кубок Франции Кубок лиги | Еврокубки | Еврокубки | Всего | Всего |
| Клуб                  | Сезон                 | Игры              | Голы              | Игры                     | Голы                     | Игры      | Голы      | Игры  | Голы  |
| --------------------- | --------------------- | ----------------- | ----------------- | ------------------------ | ------------------------ | --------- | --------- | ----- | ----- |
| Ренн                  | 2004/05               | 3                 | 0                 | 1                        | 0                        | 0         | 0         | 4     | 0     |
| Ренн                  | 2005/06               | 7                 | 0                 | 0                        | 0                        | 2         | 0         | 9     | 0     |
| Ренн                  | 2006/07               | 14                | 0                 | 1                        | 1                        | 0         | 0         | 15    | 1     |
| Ренн                  | 2007/08               | 2                 | 0                 | 0                        | 0                        | 0         | 0         | 2     | 0     |
| Всего за «Ренн»       | Всего за «Ренн»       | 26                | 0                 | 2                        | 1                        | 2         | 0         | 30    | 1     |
| Седан                 | 2007/08               | 30                | 6                 | 7                        | 4                        | 0         | 0         | 37    | 10    |
| Всего за «Седан»      | Всего за «Седан»      | 30                | 6                 | 7                        | 4                        | 0         | 0         | 37    | 10    |
| Ренн                  | 2008/09               | 32                | 9                 | 8                        | 3                        | 5         | 1         | 45    | 13    |
| Ренн                  | 2009/10               | 24                | 3                 | 2                        | 2                        | 0         | 0         | 26    | 5     |
| Всего за «Ренн»       | Всего за «Ренн»       | 56                | 12                | 10                       | 5                        | 5         | 1         | 71    | 18    |
| Лилль                 | 2010/11               | 36                | 25                | 7                        | 0                        | 8         | 1         | 51    | 26    |
| Лилль                 | 2011/12               | 18                | 6                 | 1                        | 1                        | 6         | 3         | 25    | 10    |
| Всего за «Лилль»      | Всего за «Лилль»      | 54                | 31                | 8                        | 1                        | 14        | 4         | 76    | 36    |
| Клуб                  | Сезон                 | Чемпионат Турции  | Чемпионат Турции  | Кубок Турции             | Кубок Турции             | Еврокубки | Еврокубки | Всего | Всего |
| Клуб                  | Сезон                 | Игры              | Голы              | Игры                     | Голы                     | Игры      | Голы      | Игры  | Голы  |
| Фенербахче            | 2011/12               | 12                | 7                 | 2                        | 1                        | 0         | 0         | 14    | 8     |
| Фенербахче            | 2012/13               | 26                | 15                | 5                        | 0                        | 14        | 3         | 45    | 18    |
| Всего за «Фенербахче» | Всего за «Фенербахче» | 38                | 22                | 7                        | 1                        | 14        | 3         | 59    | 26    |
| Всего за карьеру      | Всего за карьеру      | 204               | 71                | 34                       | 12                       | 35        | 8         | 273   | 91    |